# Национальный совет обороны ГДР

Флаг председателя Национального совета обороны ГДР

Национальный совет обороны ГДР (нем. Nationaler Verteidigungsrat der DDR; NVR) — высший государственный орган ГДР по вопросам обороны страны и планирования мобилизации. Создан в 1960 году, в его состав входили руководящие члены СЕПГ и так называемых военизированных органов ГДР.
Согласно Конституции ГДР 1968 года Совет представлял собой руководящий орган государства, наделённый неограниченными законодательными и исполнительными полномочиями в случае обороны страны.
Предшественница Национального совета обороны ГДР, Комиссия по безопасности, собралась на своё первое заседание 6 июля 1954 года. В 1960 году Комиссия по безопасности была преобразована в Национальный совет обороны, положение о котором 12 сентября 1960 года было внесено в Конституцию ГДР. Национальный совет обороны закреплял внутрипартийные руководящие политические позиции Вальтера Ульбрихта. В состав Национального совет входили: председатель (Вальтер Ульбрихт, позднее Эрих Хонеккер) и не менее 12 членов Совета, которые состояли в СЕПГ и в большинстве являлись членами Политбюро ЦК СЕПГ. В подчинении Национального совета обороны находились окружные и районные управления, председателями которых в свою очередь являлись первые секретари окружных и районных комитетов партии. Председатель НСО назначался Народной палатой по предложению президента (с октября 1960 года - Государственным Советом), остальные члены назначались президентом. 
В декабре 1989 года все члены НСО были отправлены в отставку и больше на их место никто не назначался. После объединения Германии в 1990 году бывшие члены Национального совета обороны ГДР подверглись судебному преследованию за отдачу приказа стрелять в беглецов из ГДР у Берлинской стены. 